# Freddy Wood
Fred Thomas Wood Gamboni (Iquique, 21 de diciembre de 1917-Santiago, 22 de septiembre de 1994), conocido como Freddy Wood, fue un deportista chileno multidisciplinario, que fue campeón en fútbol, básquetbol y waterpolo.

## Trayectoria
En Iquique comenzó sus pasos deportivos en el Norte América, en donde practicaba fútbol, básquetbol, natación y waterpolo, y en el Olimpo donde realizaba atletismo. Además Wood practicaba béisbol, críquet y tenis. Junto a la selección de básquetbol de Iquique logró los campeonatos nacionales de 1941 en Talca, y 1942 en Linares. Al año siguiente en Viña del Mar, logró el título nacional de waterpolo, y de fútbol en Santiago, al derrotar a Unión Española.
En 1944 llegó al fútbol profesional al fichar por Santiago Morning, en donde integró el medio campo junto a Salvador Nocetti y José Guillermo Fernández. Ocho temporadas estuvo en el cuadro bohemio, y en 1952 pasó a Universidad de Chile. Al año siguiente pasó al Audax Italiano en donde terminó su carrera.
Reforzó además el conjunto de Universidad Católica que hizo la gira a Europa, luego del título de 1949.

## Selección nacional
Participó de la selección chilena que disputó el Campeonato Sudamericano 1947 de Guayaquil.

### Participaciones en Campeonatos Sudamericanos
| Sudamericano                 | Sede    | Resultado     | PJ | G |
| ---------------------------- | ------- | ------------- | -- | - |
| Campeonato Sudamericano 1947 | Ecuador | Cuarto puesto | 2  | 0 |

## Clubes
| Club                 | País  | Año       |
| -------------------- | ----- | --------- |
| Santiago Morning     | Chile | 1944-1951 |
| Universidad de Chile | Chile | 1952      |
| Audax Italiano       | Chile | 1953      |